# Jorge Wilstermann nemzetközi repülőtér
A Jorge Wilstermann nemzetközi repülőtér (IATA: CBB, ICAO: SLCB) Bolívia egyik nemzetközi repülőtere, amely Cochabamba közelében található. Éves utasforgalma 700 273 fő (2012).

## Kifutópályák
A repülőtér futópályái:
- 05/23 (2649 m, 45 m, aszfalt)
- 14/32 (3798 m, 45 m, aszfalt)

## Forgalom
Az utasforgalom az elmúlt években az alábbi módon változott:
| Utasok száma | 700 273 | 956 068 | 1 229 410 | 1 488 054 | 1 753 696 | 1 970 760 | 1 980 042 | 1 888 597 | 906 712 |
|              | 2012    | 2013    | 2014      | 2015      | 2016      | 2017      | 2018      | 2019      | 2020    |

## Légitársaságok és úticélok
2023-ban a Jorge Wilstermann nemzetközi repülőtérről az alábbi járatok indulnak:
| Légitársaság          | Célállomások |
| --------------------- | --- |
| Boliviana de Aviación | Buenos Aires–Ezeiza, La Paz, Madrid, Oruro, Santa Cruz de la Sierra–Viru Viru, São Paulo–Guarulhos, Sucre, Tarija, Trinidad, Uyuni |
| EcoJet                | Rurrenabaque, Santa Cruz de la Sierra–Viru Viru, Sucre, Tarija, Trinidad                                                           |